# Осман Муфтич
Осман Муфтич (хорв. Osman Muftić; 8 березня 1934, Сараєво — 27 липня 2010, Загреб) — хорватський інженер-машиніст, перший міністр науки Республіки Хорватія, дипломат, хорватський поет і живописець.

## Нагороди
- Наукова премія імені Нікола Тесла (1989)
- медаль за антропологію Крамбергера (1991)
- Національна премія за життєві досягнення (1999)
- Почесне звання Професор Емерітус, Загребський університет (2005)